# Bielefeld
Bielefeld er en kredsfri tysk by i Regierungsbezirk Detmold i det nordøstlige Nordrhein-Westfalen ikke langt fra Teutoburger Wald. Med over 323.000 indbyggere er den en af de største byer i det østlige Nordrhein-Westfalen, hvor den er økonomisk og kulturelt centrum.
Byen er også berømt for Bielefeldkomplottet, der startede som et internetfænomen, hvor man påstod, at byen ikke eksisterede.

## Historie
Allerede i 1015 omtaltes en mindre bondebebyggelse med navnet "Biliuelde". Denne bebyggelse var af minimal betydning. Bielefeld blev første gang nævnt som by i 1214. Den nybyggede by skulle tjene som sydlig sikring af Grevskabet Ravensberg. Dens centrale placering i et knudepunkt for gamle handelsveje og ved et vigtigt pas ved Teutoburger Wald betød, at Bielefeld hurtigt blev  grevskabets største og vigtigste by. Byen havde allerede voldgrave og bymure som så mange andre tyske middelalderbyer. I 1346 tilfaldt hele grevskabet Grevskabet Berg ved Ravensbergslægtens uddøen.
I slutningen af det 15. århundrede blev byen tilknyttet Hanseforbundet. Det betød en kraftig vækst, og byen voksede betragteligt. Byen blev storproducent af linned, en produktion som involverede alle fra bønder til købmænd. Som følge af arvestridigheder tilfaldt gervskabet Berg første gang i 1609 – og permanent fra 1666 – Kurfyrstedømmet Brandenburg, det senere Preussen. Under Trediveårskrigen blev den evangelisk-lutherske by bombet af spaniere.
I begyndelsen af det 19. århundrede oplevede Bielefelds linnedindustri en større krise, da den blev udkonkurreret af irske og britiske fabrikker. Med bygningen af jernbaner blev Bielefeld koblet på den industrialisering, der fik hele Tyskland til at vokse eksplosivt. "Ravensberger Spinnerei" blev til det største spinderi i Europa. I 1870 var Bielefeld hjemsted for 11 procent af tysk tekstilindustri. Også  maskinbygningsindustrien blev kraftigt udbygget i byen, og Bielefeld er i dag Tysklands femtestørste maskinfabrikationsbygningsby. I industrialiseringens tid grundlagde den tyske apoteker August Oetker virksomheden Oetker i Bielefeld.
I begyndelsen af det 20. århundrede voksede Bielefeld ved hjælp af bl.a. kommunale indlemmelser til over 100.000 indbyggere. Under 2. verdenskrig blev Bielefeld udsat for bombardementer, der tilsammen kostede omkring 1.500 mennesker livet og ødelagde op til 16.000 boliger.
Efter krigen var byen præget af en omfattende genopbygning, og mange nybyggerier fortrængte ældre bygninger. I 1969 blev Universität Bielefeld grundlagt, og byen blev nu hjemsted for studerende.

## Geografi
Bielefeld ligger i et brydningsområde mellem tre geologiske zoner. Mod nord og nordøst ligger et let bakket landskab med højder mellem 50 og 140 meter over havet. Syd for byen begynder den store, mørke Teutoburger Wald. Mod syd begynder et sandet område.
De nærmeste større byer er Hannover (ca. 100 km nordøstligt), Osnabrück (ca. 60 km nordvestligt), Münster (ca. 70 km vestligt), Hamm (ca. 80 km sydvestligt) og Paderborn (ca. 50 km sydøstligt).

## Kendte personer
- F. W. Murnau, filminstruktør
- August Oetker, opfinderen af bagepulveret
- Rudolf August Oetker, entreprenør
- Erna Sack, sangerinde, sopran
- Horst Wessel, forfatter af Horst-Wessel-Lied

## Idræt
Fodboldholdet DSC Arminia Bielefeld spiller i Dritte Liga.